# Prvenstvo Hrvatske u nogometu za juniore 1996./97.
Juniorski prvaci Hrvatske u nogometu za sezonu 1996./97. su bili nogometaši Hajduka iz Splita.

## Prvi rang
Prvo je igrano po regijama nogometnog saveza, a potom se šest najuspješnijih momčadi su se plasirale u završnicu (doigravanje).

### Završnica
Konačni poredak: 

1. Hajduk (Split)
2. Varteks (Varaždin)
3. Croatia (Zagreb)
4. Split (Split)
5. Zagreb (Zagreb)
6. Osijek (Osijek)